# Anambé-de-asa-branca
O anambé-de-asa-branca (nome científico: Xipholena atropurpurea) é uma espécie de ave passeriforme, uma das três pertencentes ao gênero Xipholena da família dos cotingídeos (Cotingidae).

## Descrição
Alcança aproximadamente 19 centímetros de comprimento. O macho tem o corpo negro e púrpura. As asas são brancas com pontas pretas. A íris é esbranquiçada. A fêmea é cinza por cima, tem as asas mais escuras e com bordas brancas. A cauda é de cor escura. Tem a garganta pálida e o peito é cinza-esbranquiçado com manchas escuras. O resto da plumagem é branco-acinzentado.

## Distribuição e habitat
O anambé-de-asa-branca é endêmica do litoral leste do Brasil desde o Rio de Janeiro até a Paraíba. Encontra-se ameaçado de extinção devido à destruição de habitat. É atualmente considerada pouco comum e local em seu hábitat natural, o dossel florestal e as bordas de florestas úmidas em terras baixas e florestas secundárias, até os 900 metros de altitude.

## Conservação
O anambé-de-asa-branca foi classificado como vulnerável na Lista Vermelha da União Internacional para a Conservação da Natureza (UICN / IUCN) devido ao fato de que sua pequena população total, estimada entre 2 500 e 10 mil indivíduos e que habita uma área pequena e extremamente fragmentadas, está potencialmente em declínio devido à contínua destruição de habitat por causa de desmatamento e degradação. Até 2016, era considerado em perigo; está protegida oficialmente pelas leis brasileiras e é em grande parte dependente da presença de 13 áreas protegidas. Em 2005, foi classificado como criticamente em perigo na Lista de Espécies da Fauna Ameaçadas do Espírito Santo; em 2014, como vulnerável na Portaria MMA N.º 444 de 17 de dezembro de 2014; e em 2018, como vulnerável no Livro Vermelho da Fauna Brasileira Ameaçada de Extinção do Instituto Chico Mendes de Conservação da Biodiversidade (ICMBio) e como em perigo na Lista das Espécies da Fauna Ameaçadas de Extinção no Estado do Rio de Janeiro. A espécie também constano Apêndice I da Convenção sobre o Comércio Internacional das Espécies Silvestres Ameaçadas de Extinção (CITES) que proibe sua comercialização internacional.